# Yoshiko Inoue
Yoshiko Inoue –en japonés: 井上佳子, Inoue Yoshiko– (Yamaguchi, 26 de abril de 1988) es una deportista japonesa que compitió en lucha libre. Ganó dos medallas de bronce en el Campeonato Mundial de Lucha, en los años 2011 y 2012, y tres medallas en el Campeonato Asiático de Lucha entre los años 2009 y 2011.

## Palmarés internacional
| Campeonato Mundial  | Campeonato Mundial   | Campeonato Mundial | Campeonato Mundial |
| Año                 | Lugar                | Medalla            | Categoría          |
| ------------------- | -------------------- | ------------------ | ------------------ |
| 2011                | Estambul (Turquía)   | Medalla de bronce  | 67 kg              |
| 2012                | Edmonton (Canadá)    | Medalla de bronce  | 67 kg              |
| Campeonato Asiático |                      |                    |                    |
| Año                 | Lugar                | Medalla            | Categoría          |
| 2009                | Pattaya (Tailandia)  | Medalla de bronce  | 67 kg              |
| 2010                | Nueva Delhi (India)  | Medalla de bronce  | 72 kg              |
| 2011                | Taskent (Uzbekistán) | Medalla de oro     | 67 kg              |